# Next Exit
Next Exit ist eine romantische Science-Fiction-Horrorkomödie von Mali Elfman, die im Juni 2022 beim Tribeca Film Festival ihre Premiere feierte.

## Handlung
In der Zukunft. Die weit verbreitete Akzeptanz von Geistern und die Frage, ob es ein Leben nach dem Tod gibt, hat zu einer radikalen wissenschaftlichen Studie mit dem Titel „Life Beyond“ geführt. Diese wurde von Dr. Stevenson in San Francisco initiiert. Freiwillige können im Rahmen der Studie schmerzfrei Selbstmord begehen. 
Rose und Teddy aus New York, die sich nicht kennen, fahren gemeinsam mit einem Mietwagen zu ihrem Termin bei „Life Beyond“ und haben dabei jede Menge Zeit, um über sich und das Leben zu reden.

## Produktion

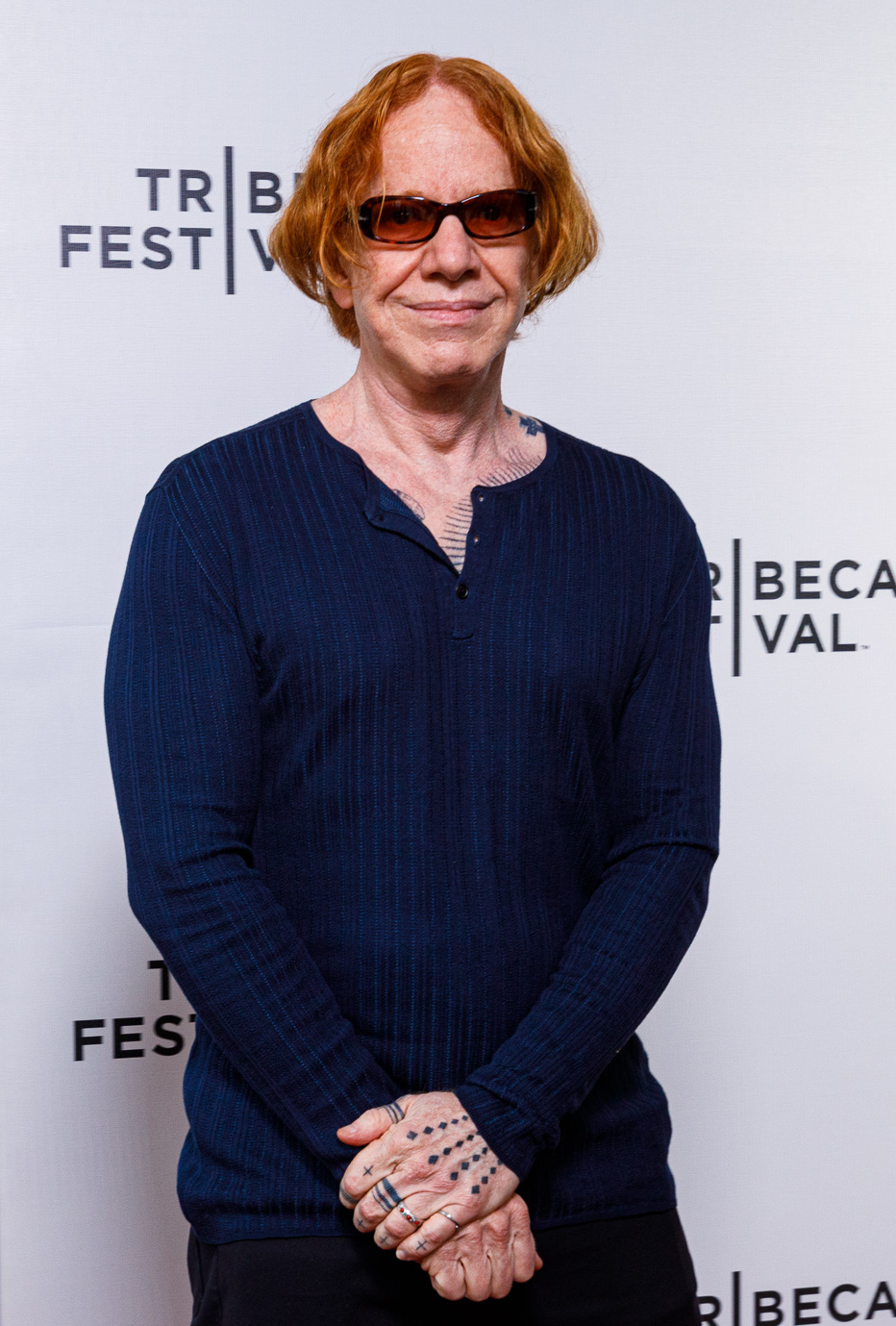
Der Filmkomponist Danny Elfman bei der Premiere des Films seiner Tochter im Juni 2022 beim Tribeca Film Festival

Es handelt sich bei Next Exit um das Spielfilmdebüt von Mali Elfman, die auch das Drehbuch schrieb. Zuvor hatte sie bei vier Kurzfilmen Regie geführt oder das Drehbuch geschrieben. Sie ist die Tochter des Filmkomponisten Danny Elfman und war zuvor als Produzentin und Schauspielerin tätig.
Katie Parker und Rahul Kohli spielen in den Hauptrollen Rose und Teddy. Karen Gillan ist in der Rolle von Dr. Stevensen zu sehen.
Die Premiere erfolgte am 10. Juni 2022 beim Tribeca Film Festival. Ende September 2022 wird er beim Calgary International Film Festival vorgestellt.

## Rezeption

### Kritiken
Von den bei Rotten Tomatoes aufgeführten Kritiken sind 80 Prozent positiv. Die durchschnittliche Wertung liegt bei 6,9/10.

### Auszeichnungen
Tribeca Film Festival 2022
- Nominierung im US Narrative Competition
- Auszeichnung für die Beste Kamera (Mali Elfman)[1][4]